# Yang Shiyuan
Yang Shiyuan (杨世元S; Anshan, 11 marzo 1994) è un calciatore cinese, centrocampista dello Shanghai Haigang.

## Palmarès

### Club

#### Competizioni nazionali
- Campionato cinese: 2

Shanghai Haigang: 2023, 2024
- Coppa di Cina: 1

Shanghai Haigang: 2024
- Supercoppa di Cina: 1

Shanghai Haigang: 2019